# Gare d'Étriché - Châteauneuf
La gare d'Étriché - Châteauneuf est une gare ferroviaire française de la ligne du Mans à Angers-Maître-École, située sur le territoire de la commune d'Étriché, non loin de Châteauneuf-sur-Sarthe (aujourd'hui intégrée à la commune nouvelle des Hauts-d'Anjou), dans le département de Maine-et-Loire en région Pays de la Loire.
Elle est mise en service en 1863 par la compagnie des chemins de fer de l'Ouest. C'est aujourd'hui une halte ferroviaire de la Société nationale des chemins de fer français (SNCF), desservie par des trains TER Pays de la Loire circulant entre Le Mans et Angers-Saint-Laud.

## Situation ferroviaire

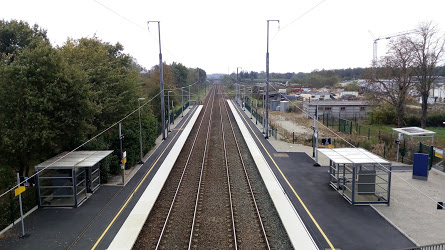
Les voies vers Angers

Établie à 27 m d'altitude, la gare d'Étriché - Châteauneuf est située au point kilométrique (PK) 283,197 de la ligne du Mans à Angers-Maître-École, entre les gares ouvertes de Morannes et de Tiercé.

## Histoire
La compagnie des chemins de fer de l'Ouest met en service la station d'Étriché - Châteauneuf le 7 décembre 1863 lors de l'ouverture du trafic sur la voie ferrée de Sablé à Angers. Le bâtiment voyageurs comporte un étage et trois portes en façade.

## Service des voyageurs

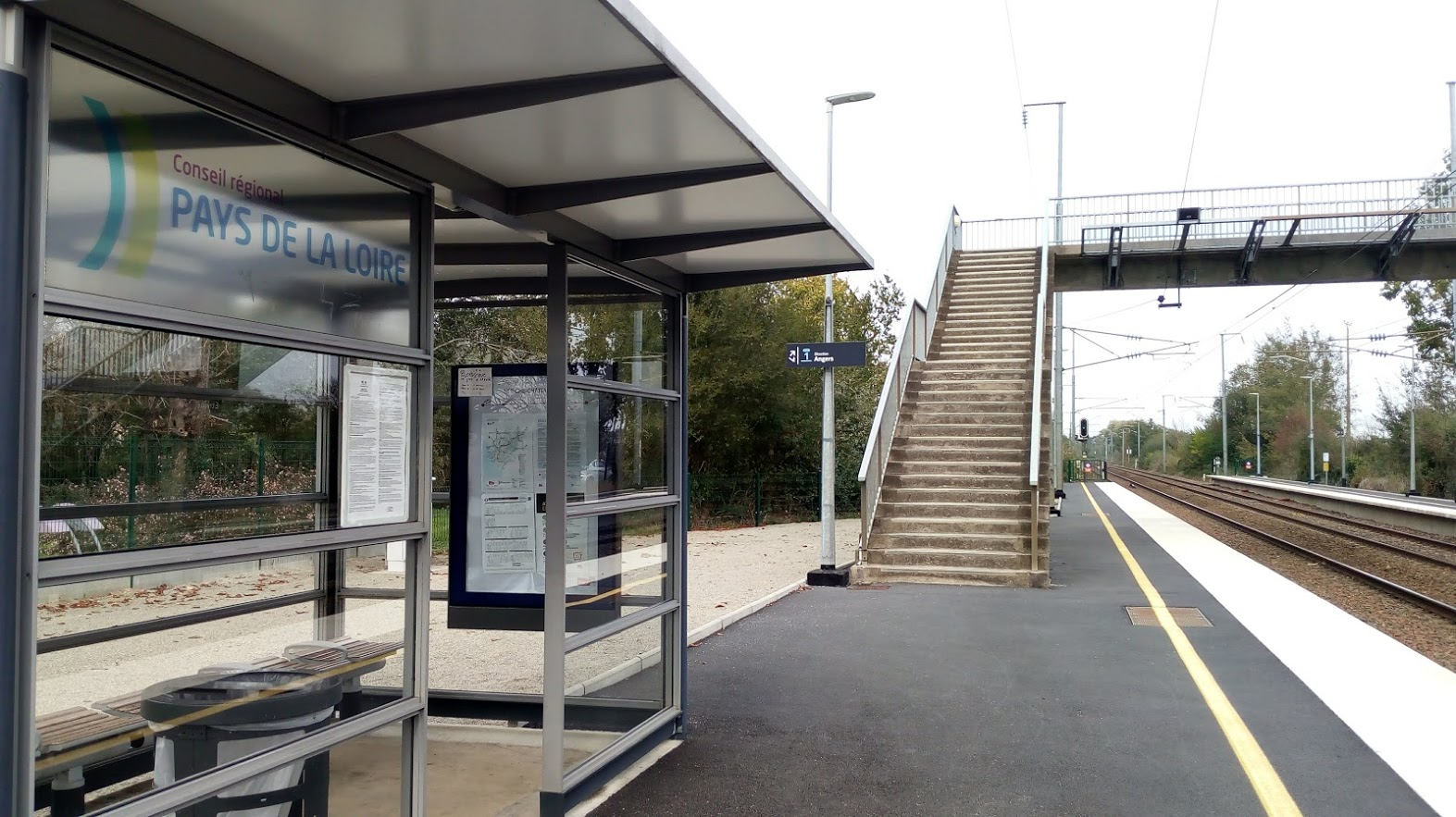
Une aubette de la halte.

### Accueil
Halte SNCF, c'est un point d'arrêt non géré (PANG) à entrée libre. Elle dispose d'abris de quai et d'une passerelle permettant de passer d'un quai à l'autre.

### Desserte
Étriché - Châteauneuf est desservie par des trains TER Pays de la Loire circulant entre Le Mans et Angers-Saint-Laud.

### Intermodalité
Un parking pour voitures disposant d'une place "arrêt minute" ainsi qu'un parc pour les vélos et scooters est aménagé.

## Iconographie
- Gare Étriché-Châteauneuf - passage du rapide, éditions Vital, (CP d'avant 1909). Description : Intérieur de la gare, le bâtiment voyageurs et un train à vapeur passant en gare.
- Châteauneuf s/Sarthe (M.-et-L.) - La Gare, (CP vers 1909). Description : Intérieur de la gare, le bâtiment voyageurs et la halle marchandise, un train à vapeur entre en gare.
- Étriché (M.-et-L.) - La Gare d'Étriché-Chateauneuf, éditions Houdin fabar, (CP vers 1909). Description : Intérieur de la gare, le bâtiment voyageurs.